# Certified Hitmaker
Certified Hitmaker è il secondo album in studio del rapper statunitense Lil Mosey, pubblicato l'8 novembre 2019 dalla Interscope e Mogul Vision.

## Tracce
1. So Fast – 2:40 (Lathan Echols, Elgin Lumpkin, Troy Oliver, Royce Pearson)
2. Live This Wild – 2:03 (Lathan Echols, Royce Pearson, Rio Leyva, Vid Vucenovic)
3. Speed Racin – 2:43 (Lathan Echols, Royce Pearson)
4. Rockstars – 1:54 (Lathan Echols, Royce Pearson, Abdirahman Osman, Quinton Sung)
5. Stuck in a Dream (feat. Gunna) – 2:04 (Lathan Echols, Royce Pearson, Sergio Kitchens)
6. Rose Gold – 2:39 (Lathan Echols, Royce Pearson, Dylan Cleary-Krell)
7. Dreamin – 2:58 (Lathan Echols, Royce Pearson, DeAndre Way, Brandon Green)
8. Bankroll (feat. AJ Tracey) – 2:45 (Lathan Echols, Royce Pearson, Ché Grant)
9. See My Baby – 2:34 (Lathan Echols, Royce Pearson, Daniel Hackett)
10. Jet to the West – 2:21 (Lathan Echols, Royce Pearson, Vid Vucenovic)
11. Space Coupe – 2:18 (Lathan Echols, Royce Pearson, Kevin Gomringer, Tim Gomringer)
12. G Walk (con Chris Brown) – 2:21 (Lathan Echols, Royce Pearson, Christopher Brown)
13. Never Scared (feat. Trippie Redd) – 3:03 (Lathan Echols, Royce Pearson, Michael White IV)
14. Kari's World – 2:54 (Lathan Echols, Royce Pearson, Vid Vucenovic)

Riedizione digitale
1. Blueberry Faygo – 2:43 (Lathan Echols, Johnny Gill, Jr., Daryl Simmons, Antonio Reid, Kenneth Edmonds, Callan Wong)
2. Stuck in a Dream (feat. Gunna) – 2:04 (Lathan Echols, Royce Pearson, Sergio Kitchens)
3. Live This Wild – 2:03 (Lathan Echols, Royce Pearson, Rio Leyva, Vid Vucenovic)
4. So Fast – 2:40 (Lathan Echols, Elgin Lumpkin, Troy Oliver, Royce Pearson)
5. Rose Gold – 2:39 (Lathan Echols, Royce Pearson, Dylan Cleary-Krell)
6. Never Scared (feat. Trippie Redd) – 3:03 (Lathan Echols, Royce Pearson, Michael White IV)
7. Bankroll (feat. AJ Tracey) – 2:45 (Lathan Echols, Royce Pearson, Ché Grant)
8. Speed Racin – 2:43 (Lathan Echols, Royce Pearson)
9. Jet to the West – 2:21 (Lathan Echols, Royce Pearson, Vid Vucenovic)
10. See My Baby – 2:34 (Lathan Echols, Royce Pearson, Daniel Hackett)
11. Dreamin – 2:58 (Lathan Echols, Royce Pearson, DeAndre Way, Brandon Green)
12. Rockstars – 1:54 (Lathan Echols, Royce Pearson, Christopher Brown)
13. Space Coupe – 2:18 (Lathan Echols, Royce Pearson, Kevin Gomringer, Tim Gomringer)
14. G Walk (con Chris Brown) – 2:21 (Lathan Echols, Royce Pearson, Christopher Brown)
15. Kari's World – 2:57 (Lathan Echols, Royce Pearson, Vid Vucenovic)

Tracce bonus comprese nella riedizione digitale Ava Leak
1. Blueberry Faygo – 2:43 (Lathan Echols, Johnny Gill, Jr., Daryl Simmons, Antonio Reid, Kenneth Edmonds, Callan Wong)
2. Top Gone (con Lunay) – 3:14 (Lathan Echols, Jefnier Moreno, Sean Kingston, Donald Flores, Benjamin Lasnier, Patrick Piscot)
3. Back at It (feat. Lil Baby) – 2:36 (Lathan Echols, Dominique Jones, Diego Avendano, Taylor Banks, Joel Banks, Xavier Thompson, Germán Valdés)
4. Bands Out tha Roof – 2:41 (Lathan Echols, Royce Pearson, Sean Momberger)
5. My Dues – 2:38 (Lathan Echols, Royce Pearson, Marcos dos Santos Cardoso)
6. Focus on Me – 2:32 (Lathan Echols)

## Classifiche

### Classifiche settimanali
| Classifica (2019-20) | Posizione massima |
| -------------------- | ----------------- |
| Australia            | 91                |
| Belgio (Fiandre)     | 130               |
| Canada               | 8                 |
| Estonia              | 15                |
| Finlandia            | 47                |
| Francia              | 184               |
| Irlanda              | 29                |
| Islanda              | 24                |
| Lettonia             | 26                |
| Lituania             | 36                |
| Norvegia             | 15                |
| Paesi Bassi          | 32                |
| Regno Unito          | 67                |
| Stati Uniti          | 12                |
| Svezia               | 45                |

### Classifiche di fine anno
| Classifica (2020) | Posizione |
| ----------------- | --------- |
| Canada            | 41        |
| Stati Uniti       | 72        |